# Stadio Cantrida
Lo stadio Cantrida (in croato: Stadion Kantrida) è uno stadio situato nella città croata di Fiume, e prende il nome dal quartiere che lo accoglie. Ospita le partite interne del Rijeka, la principale squadra di calcio della città quarnerina.

## Storia
Lo stadio fu costruito nel 1912 grazie a dirigenti e giocatori della squadra croata del HŠK Victoria di Sussak. Il luogo prescelto fu una cava utilizzata per la costruzione di parte del porto e dei moli di Fiume che all'epoca erano già operativi. La cava apparteneva alla ditta appaltatrice dei lavori, l'ungherese Schwarz & Gregerson. Cantrida all'epoca amministrativamente apparteneva al comune di Castua che, previa concessione della ditta Schwarz & Gregerson, concedeva l'uso della cava e del suo terreno al Victoria. L'autorizzazione giunse poco dopo e ciò permise l'avvio dei lavori del terreno di gioco. Dopo la prima guerra mondiale e la Reggenza del Carnaro, con l'avvento del Fascismo, fu conosciuto col nome di Stadio Comunale del Littorio (Borgomarina) e vi giocava la Fiumana che nacque nel 1926 grazie all'unione del Gloria e dell'Olympia di Fiume. La società all'epoca italiana e diretta antenata dell'attuale sodalizio sportivo croato.
Lo stadio nel periodo di appartenenza della città all'Italia ha avuto un primo rinnovamento nel 1925 con un progetto dell'architetto Enea Perugini di Volosca. Venne costruita una tribuna centrale coperta in legno; la capacità del nuovo stadio arrivò a 5000 spettatori. Nel 1935 vi fu una nuova modifica, commissionata dalla città di Fiume. Fu ricostruita la tribuna interamente in cemento e coperta, fu migliorato il sistema di drenaggio, furono aggiunte due piccole tribune, fu costruita la pista di atletica e un campo di pallacanestro. A inaugurare il nuovo stadio fu la partita Fiumana - Roma (0-4). Poteva contenere 8 000 spettatori e il campo di gioco misurava 110 m × 69 m.
Come curiosità si ricorda che, nel periodo della Reggenza del Carnaro, fu organizzata una partita tra il Comando Militare e una rappresentativa di Fiume. I Legionari si presentarono in divisa azzurra, colore dei nazionalisti e lo scudetto verde-bianco-rosso sul petto. Nacque così lo scudetto che è ancora oggi al petto della nazionale di calcio.
In seguito fu rinnovato due volte, nel 1951 e nel 1958.
Ha una capacità di 10 261 posti ed è situato sulla riva dell'Adriatico vicino alla omonima spiaggia.

## Capacità per settore
7 settori per un totale di 10 261 posti a sedere:
- Settore VIP: 262
- Settore A (tribuna principale): 793
- Settore B (tribuna principale): 1 076
- Settore C (tribuna principale): 1 144
- Settore D (ovest): 2 371 (Zapad in croato, è il settore dell'Armada Rijeka)
- Settore E (est): 2 317 (incluso il settore ospiti con 579 posti)
- Settore F (nord): 2 298

## Partite fra nazionali
| #                          | Data                       | Competizione               | Avversario                 | Ris.                       | Spett.                     |
| Croazia (dal 1990 ad oggi) | Croazia (dal 1990 ad oggi) | Croazia (dal 1990 ad oggi) | Croazia (dal 1990 ad oggi) | Croazia (dal 1990 ad oggi) | Croazia (dal 1990 ad oggi) |
| -------------------------- | -------------------------- | -------------------------- | -------------------------- | -------------------------- | -------------------------- |
| 1.                         | 22-12-1990                 | Amichevole                 | Romania                    | 2–0                        | 5 000                      |
| 2.                         | 28-02-1996                 | Amichevole                 | Polonia                    | 2–1                        | 10 000                     |
| 3.                         | 03-06-1998                 | Amichevole                 | Iran                       | 2–0                        | 10 000                     |
| 4.                         | 28-02-2001                 | Amichevole                 | Austria                    | 1–0                        | 2 000                      |
| 5.                         | 13-02-2002                 | Amichevole                 | Bulgaria                   | 0–0                        | 4 000                      |
| 6.                         | 29-05-2004                 | Amichevole                 | Slovacchia                 | 1–0                        | 7 000                      |
| 7.                         | 07-02-2007                 | Amichevole                 | Norvegia                   | 2–1                        | 8 000                      |
| 8.                         | 16-10-2007                 | Amichevole                 | Slovacchia                 | 3–0                        | 6 000                      |
| 9.                         | 24-05-2008                 | Amichevole                 | Moldavia                   | 1–0                        | 8 000                      |
| 10.                        | 08-10-2009                 | Amichevole                 | Qatar                      | 3–2                        | 6 000                      |
| 11.                        | 11-10-2011                 | Qualificazioni Euro 2012   | Lettonia                   | 2–0                        | 8.370                      |

## Partite di rilievo fra club
| #   | Data       | Competizione            | In casa         | In trasferta      | Ris. | Spett. |
| --- | ---------- | ----------------------- | --------------- | ----------------- | ---- | ------ |
| 1.  | 16-05-1979 | Finale Coppa Jugoslavia | Rijeka          | Partizan Belgrado | 2-1  | 20 000 |
| 2.  | 05-03-1980 | Coppa delle Coppe       | Rijeka          | Juventus          | 0-0  | 20 000 |
| 3.  | 24-10-1984 | Coppa UEFA              | Rijeka          | Real Madrid       | 3-1  | 22 000 |
| 4.  | 15-06-1994 | Finale Coppa Croazia    | Rijeka          | Dinamo Zagabria   | 1-0  | 15 000 |
| 5.  | 23-08-1995 | Champions League        | Hajduk Spalato  | Panathīnaïkos     | 1-1  | 13 000 |
| 6.  | 02-05-1999 | Prva HNL                | Rijeka          | Hajduk Spalato    | 3-3  | 20 000 |
| 7.  | 26-05-1999 | Prva HNL                | Rijeka          | Osijek            | 1-1  | 25 000 |
| 8.  | 04-08-1999 | Champions League        | Rijeka          | Partizan Belgrado | 0-3  | 10 000 |
| 9.  | 11-05-2005 | Finale Coppa Croazia    | Rijeka          | Hajduk Spalato    | 2-1  | 9 000  |
| 10. | 27-04-2006 | Finale Coppa Croazia    | Rijeka          | Varteks Varaždin  | 4-0  | 8 000  |
| 11. | 22-08-2013 | Europa League           | Rijeka          | Stoccarda         | 2-1  | 10 500 |
| 12. | 03-10-2013 | Europa League           | Rijeka          | Betis Siviglia    | 1-1  | 8 000  |
| 13. | 07-11-2013 | Europa League           | Rijeka          | Lione             | 1-1  | 8 000  |
| 14. | 28-11-2013 | Europa League           | Rijeka          | Vitória Guimarães | 0-0  | 8 000  |
| 15. | 13-05-2014 | Finale Coppa Croazia    | Rijeka          | Dinamo Zagabria   | 2-0  | 11 000 |
| 16. | 11-07-2014 | Supercoppa Croazia      | Dinamo Zagabria | Rijeka            | 1-2  | 8 000  |

## Nuovo stadio
L'11 luglio 2014, il presidente del HNK Rijeka Damir Mišković ha illustrato i dettagli del progetto del nuovo stadio Cantrida. Lo stadio attuale verrà demolito nel dicembre 2014 e uno nuovo verrà costruito nello stesso posto. Il nuovo stadio avrà una capacità di 14 600 posti (4 000 la Zapad, 3 000 per VIP e sponsor) a sedere tutti coperti, senza pista d'atletica e sarà di 4ª Categoria UEFA. La costruzione del nuovo stadio sarà a carico di fondi privati e il costo è stimato a circa 22 milioni di euro. L'architetto del progetto è Gino Zavanella che è anche uno degli architetti dello Juventus Stadium e del nuovo stadio del Palermo. La consegna era prevista per il 30 giugno 2017.Dopo anni di ritardi nel 2019 è stato sottoscritto un nuovo accordo di costruzione con il gruppo cinese Shaanxi Construction Engineering Group Corporation. Ad oggi, aprile 2024, il vecchio stadio non è ancora stato demolito.
Durante i lavori per la costruzione del nuovo stadio, la prima squadra e le giovanili giocheranno nello stadio Rujevica, sito nell'omonimo sobborgo di Fiume e con una capienza di 8279 posti.